# احمد نبوی
احمد نبوی (زاده ۱۲۹۳) پزشک و نمایندهٔ سبزوار در دورهٔ شانزدهم مجلس شورای ملی ایران بود.
پدرش ذبیح‌الله نام داشت و روحانی بود. احمد در رشتهٔ پزشکی تحصیل کرد و به طبابت مشغول بود.
در انتخابات ۱۳۲۸ مجلس شورای ملی، از مجموع ۱۵٬۵۵۶ رأی مأخوذه در حوزهٔ انتخابیهٔ سبزوار، با کسب ۱۴٬۸۲۰ رأی به عنوان نمایندهٔ اول حوزه به مجلس راه یافت.